# Metaksze (Pogoszján)

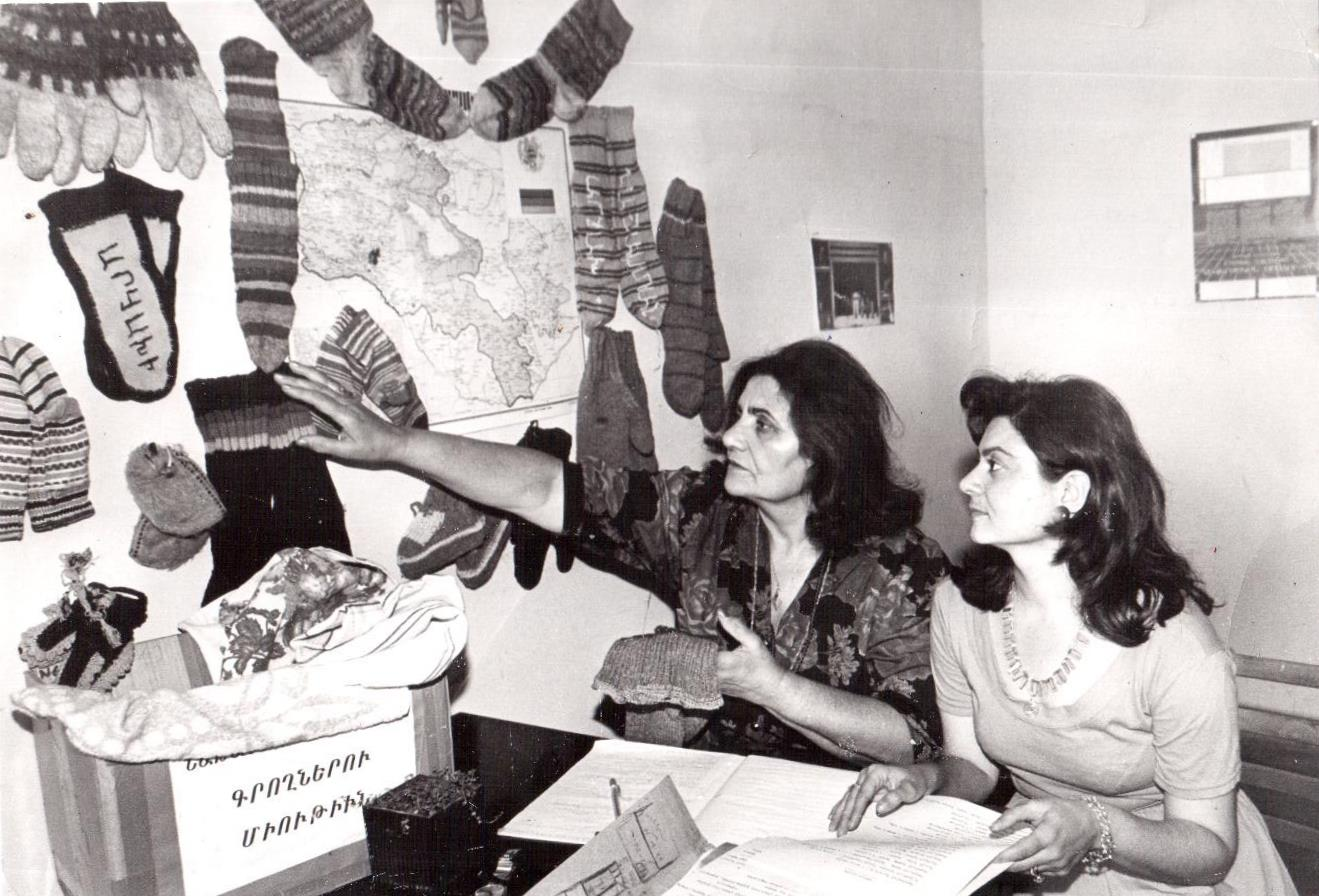
Metaksze a leányával

Metaksze (Pogoszján) (örményül: Մետաքսե (Մետաքսե Պողոսյան), oroszul: Погосян, Метаксэ Серобовна) (Artik, 1926. december 23. – Jereván, 2014. augusztus 10.) örmény (szovjet) költő, műfordító és közszereplő.

## Élete
Korán árvaságra jutott, a gjumri árvaházban nevelték fel. 1952-ben a Jereváni Állami Pedagógiai Intézetben, 1958-ban Moszkvában a Szovjetunió Írói Szövetségének Gorkij Irodalmi Intézetében végzett. 1963-tól az Örményországi Írók Szövetségének tagja, 1989-től 1991-ig az Anyasági Alapítvány alelnöke. Az 1988. évi földrengés során sok munkát végzett a katasztrófaövezetben. A hegyi-karabahi háború idején a hadsereg női állományát támogatta. 2008-ban elnyerte a Movszesz Horenaci-érmet. Számos versét lefordították, többek között angol, francia, japán nyelvre. 2014. augusztus 10-én halt meg Jerevánban, a város panteonjában temették el.

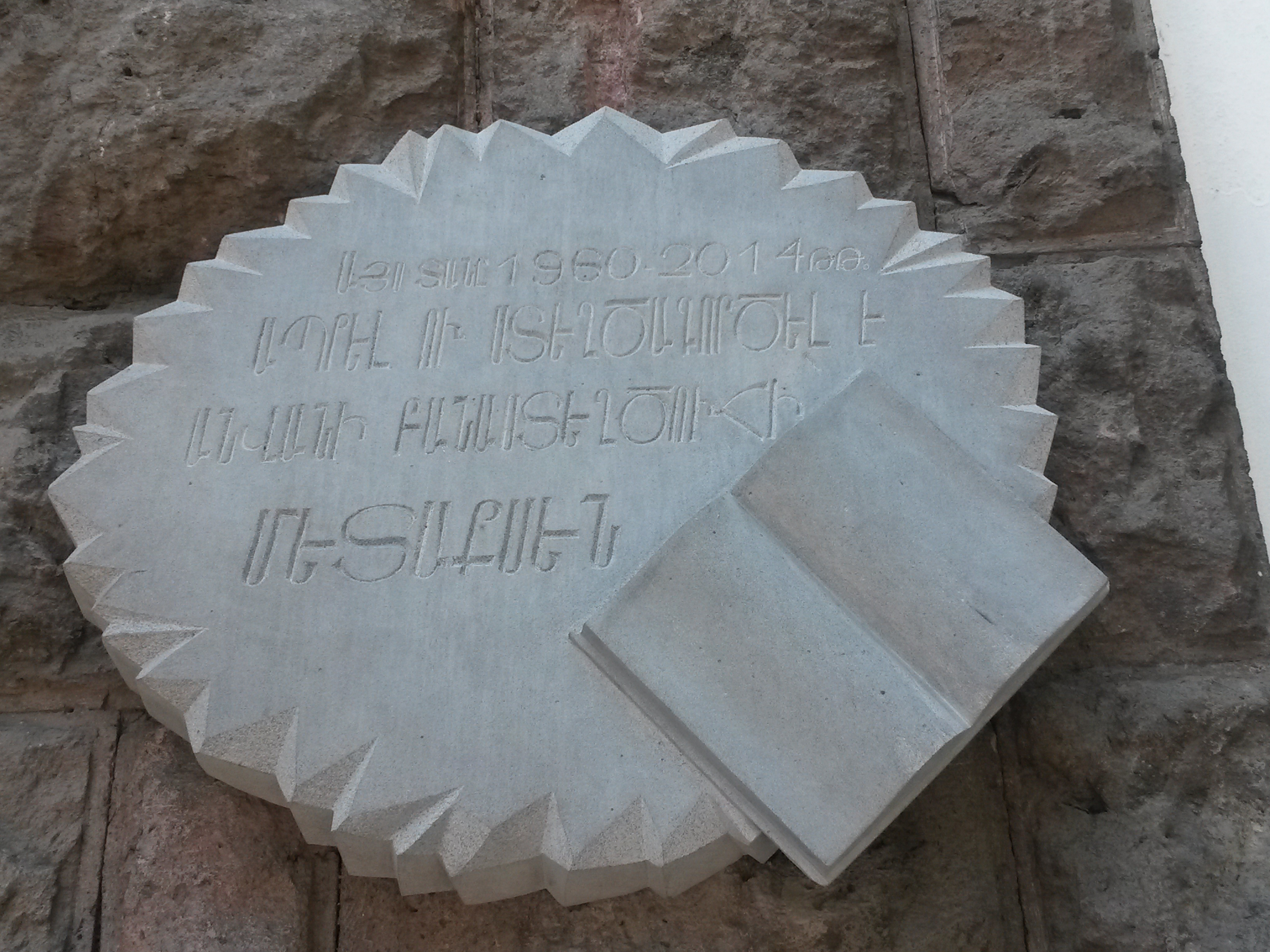
Emléktáblája Jerevánban központjában

## Művei (válogatás)
- Ifjúság (1957)
- Mások könnyei (1963)
- A szerelem a hit (1977)
- Ezer és egy szerelem (versek, 1981)
- A hegyek tavasszal sírnak (1987)
- A könnyek nem öregednek (versek, 1989)
- Beszélgetés a világgal (2007)
- Jelenleg vagyunk (2011)

### Gyermekeknek
- Lilit és a kacsa (1977)
- Ne vágjunk fát (gyermekversek, 2013)

## Emlékezete
- Jereván központi kerületében lévő Nagy Tigranész sugárúton (Տիգրան Մեծի պողոտա) emléktáblát helyeztek el a tiszteletére.

## Fordítás
- Ez a szócikk részben vagy egészben  a(z)   Погосян, Метаксэ Серобовна című orosz Wikipédia-szócikk ezen változatának fordításán alapul.  Az eredeti cikk szerkesztőit annak laptörténete sorolja fel. Ez a jelzés csupán a megfogalmazás eredetét és a szerzői jogokat jelzi, nem szolgál a cikkben szereplő információk forrásmegjelöléseként.